# Óscar Humberto Mejía Víctores

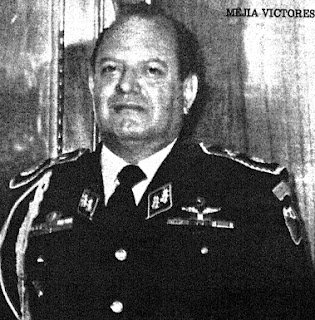
Óscar Humberto Mejía Víctores (aufgenommen zwischen 1982 und 1986)

Óscar Humberto Mejía Víctores (* 9. Dezember 1930 in Guatemala-Stadt; † 1. Februar 2016 ebenda) war vom 8. August 1983 bis 14. Januar 1986 guatemaltekischer Staatschef.

## Leben
Seine Eltern waren Alejandra Victores und Juan José Mejía. 1948 trat er in die Armee ein und studierte an der Militärakademie Escuela Politécnica. Er graduierte am 29. März 1953. Er durchlief die militärische Laufbahn bis zum General. Im Regierungskabinett von Efraín Ríos Montt war er Verteidigungsminister.
Óscar Humberto Mejía Víctores wurde Staatschef, nachdem er Ríos Montt hatte stürzen lassen. Er schaffte den Staatsrat und die von Ríos installierten außerordentlichen Gerichte ab. Er herrschte mit den Mitteln des Staatsterrorismus, wozu Todesschwadronen gehörten.
1984 benannte er eine verfassungsgebende Versammlung, welche eine neue Verfassung verkündete, welche seit dem 31. Mai 1985 in Guatemala gültig ist. Diese Verfassung schuf neue Institutionen, wie die staatlichen Menschenrechtsombudsstellen.
Im Juni 1984 wurde die Grupo de Apoyo Mutuo (GAM) gegründet. Sie setzt sich unter anderem für die Aufklärung der über 40.000 Fälle von Verschwundenen ein.

## Haftbefehl
Im Dezember 1999 beantragte Rigoberta Menchú bei der Audiencia Nacional de España Strafanzeigen gegen Mejía sowie gegen
1. Efraín Ríos Montt
2. den Verteidigungsminister vom 15. Januar 1980 bis 9. August 1981, Ángel Aníbal Guevara
3. den Jefe del Comando Seis de la Policía Nacional  von 1978 bis 1980, Pedro García Arredondo[3]
4. Donaldo Álvarez Ruiz
5. den Leiter des Generalstabes der Armee ab Mitte 1981, Benedicto Lucas García, den Bruder von[4]
6. Fernando Romeo Lucas García.
7. den ehemaligen Director der Policía Nacional Germán Chupina Barahona (* 1920; † 17. Februar 2008).[5]

## Ermittlungsverfahren
Es wurde ein entsprechendes Ermittlungsverfahren begonnen. Die Vorwürfe lauteten auf Mord, Entführung, Genozid. Der Richter der Audiencia Nacional de España, Santiago Pedraz, führte seine Untersuchung vor dem Hintergrund mangelnder Zusammenarbeit und von Verdunkelungabsichten. Vom 23. Juni bis 1. Juli 2006 war Santiago Pedraz in Guatemala. Ríos Montt hatte allerdings vorübergehenden Schutz vor der Befragung durch eine einstweilige Anordnung des obersten Gerichtshofes in Guatemala erhalten. Santiago Pedraz hatte am 7. Juli 2006 die internationale Fahndung und Festnahme von Mejía und sieben weiteren der Beteiligung am Völkermord Verdächtiger angeordnet. In einer am 7. Juli 2006 veröffentlichten Verfahrensmitteilung ordnete der Richter Untersuchungshaft ohne Kautionsmöglichkeit, Comunicado, für die acht Verdächtigen an. Mit dem Ziel der Verhaftung und Auslieferung an Spanien und der Übermittlung der Haftbefehle, „auf dass sie verhaftet werden und der spanischen Justiz zur Verfügung gestellt werden, um auf die Anschuldigungen zu antworten.“
Fernando Romeo Lucas García starb am 27. Mai 2006 in Venezuela, aber Pedraz erachtete es als notwendig, ihn in seinem Haftbefehl zu erwähnen, da es keine offizielle Todesmitteilung in diesem Verfahren gibt, teilten Justizkreise mit.
Dieselben Quellen geben an, dass sich der Verdächtigte, Donaldo Álvarez Ruiz, in einer Stadt in Kalifornien, Vereinigte Staaten aufhalte. Pedraz hat diese Entscheidung getroffen, nachdem die Staatsanwaltschaft am 7. Juli 2006 anzeigte, dass während der neulich durchgeführten Reise des Richters nach Guatemala „ein klares, konstantes willentliches Fehlen an Zusammenarbeit mit der spanischen Justiz bei der Untersuchung der angezeigten Geschehnisse“ von Seiten der Beschuldigten erkannt wurde, welches es den Richtern unmöglich machte, von ihnen und den Zeugen Erklärungen entgegenzunehmen.
„Durch die erfolgreichen Verdunkelungsabsichten wurden in der Tat nicht nur die Erklärungen der Beschuldigten, sondern auch die Erklärungen der Zeugen, welche sich zur Verfügung gestellt haben, blockiert.“ berichtet das Öffentlichkeitsministerium. Der Staatsanwalt fügte hinzu, dass „die abgestufte, konstante, fortgesetzte Beantragung von Rechtsmitteln das logische Handeln der Justiz unterbunden hat; so wurde nicht nur verhindert, dass die Sachlage klar wurde, sondern auch dass die vorgeschlagenen Zeugen dem Verhandlungsführer ihre Wahrheit über die Vorkommnisse erzählt hätten und so ihr legitimes Interesse auf Zugang zu Gerechtigkeit befriedigt hätten.“
Der Haftantrag argumentiert mit »begründeten Hinweisen der Kommission auf schwerwiegende Verbrechen: des Staatsterrorismus, der Folter, des Völkermordes, des Mordes und der illegalen Verhaftung, welche sie begangen haben«, beantragt die Staatsanwaltschaft die Maßnahme der Haft, „um zu verhindern, dass […] die Beschuldigten sich nach Laune über die spanische Justiz lustig machen.“
In seinem Beschluss machte sich Pedraz diese Argumentation zu eigen und ordnete neben Fahndung, Festnahmen und Haft die Beschlagnahmung aller Güter, welche die Ausgeschriebenen besitzen, wie auch das Sperren ihrer Bankkonten an, […] mit dem Ziel, die betreffenden straf- und zivilrechtlichen Forderungen sicherzustellen. Nach den Quellen des Berichtes wurde in den Jahren der Herrschaft der Beschuldigten in Guatemala ungefähr eine viertel Million Menschen, welche den Mayas zugerechnet wurden, ermordet. Bei einem Überfall der guatemaltekischen Polizei auf die Botschaft Spaniens in Guatemala-Stadt am 30. Januar 1980 wurden 35 Menschen verbrannt. Fünf spanische Priester wurden in dieser Epoche an verschiedenen Orten in Guatemala ermordet.
Am 31. Oktober 2011 bescheinigte eine Gruppe von Ärzten Mejía, nicht mehr prozesstauglich zu sein. Er sei weder geistig noch körperlich in der Lage, dem Gerichtsverfahren zu folgen, teilte Richterin Patricia Flores mit.